# Ágúst Ólafur Ágústsson
Ágúst Ólafur Ágústsson född 10 mars 1977 i Hamburg, är en isländsk socialdemokratisk politiker. Han var viceordförande för partiet Samfylkingin 2005 - 2009 och alltingsledamot från 2003 till 2009, då han bestämde sig för att inte ställa upp i det tidigarelagda parlamentsvalet.